# Deportivo Xinabajul
El Club Social y Deportivo Xinabajul Huehue fue un equipo de fútbol de Guatemala con sede en Huehuetenango. 

## Historia
Xinabajul Huehue fue fundado en 1980. El nombre es una referencia histórica en idioma mam a la antigua denominación  de Huehuetenango, sede del club, la cual significa literalmente "ciudad vieja entre barrancos".
Xinabajul había intentado varias veces el ascenso a la Liga Nacional sin lograrlo hasta que ganó la final de la Primera División al equipo de Universidad de San Carlos. Su mejor participación en la Liga Mayor fue durante el torneo 2008 en el cual logró llegar hasta semifinales, siendo derrotado por Municipal por marcador de 2-1. En 2012 sufrió severos problemas económicos que lo llevaron a la desaparición, razón por la cual se refundó dos veces; primero bajo el nombre de Club Social y Deportivo Huehueteco y luego como Xinabajul Huehue.
En 2025 a pesar que la Liga Nacional en un cominicado emitido el 18 de julio dio un plazo de cuatro días para que el club pueda inscribirse pero al no presentarse después de lo establecido hasta el 22 de julio, a pesar que el equipo advirtió ir al Tribunal de arbitraje Deportivo (TAS) para denunciar incumplimiento de resolución y elevar el caso a la FIFA sin darse resultado en Guatemala, el club terminó siendo desafiliado y su inscripción para la temporada 2025-26 fue anulada.

## Junta directiva 2021/24
- Actualizada el 24 de noviembre de 2022.[2]

| Cargo          | Nombre          |
| -------------- | --------------- |
| Presidente     | Imner de Leon   |
|                |                 |
| Vicepresidente | Henry Lopez     |
| Tesorero       | Wiliam Palacios |
| Secretario     | Carlos Pinto    |

## Presidentes

### Listado de presidentes
| Período       | Presidente        |
| ------------- | ----------------- |
| 2009          | Gilberto Martínez |
| 2010          | Leonel Álvarez    |
| 2019-presente | William Rivas     |

## Uniforme
- Uniforme titular: Camiseta amarilla y verde a franjas verticales, pantalón verde, medias amarillas.
- Uniforme alternativo: Camiseta blanca, pantalón blanco, medias amarillas

.

## Estadio
El Estadio Los Cuchumatanes es la sede oficial del equipo, tiene una capaciadad para albergar a 5,340 espectadores y se encuentra localizado en el departamento de Huehuetenango. Fue construido en el 2006 en reemplazo del que antes llevaba el nombre de Kaibil Balam en honor a uno de los héroes del departamento.

## Datos del club
- Temporadas en Liga Nacional de Guatemala: 3 (2008-2010, 2022-)
- Mejor puesto en la liga: Semifinalista en 2008.

## Jugadores

### Cuerpo técnico 2023/24
- Actualizado el 10 de febrero de 2023.[4]

| Cargo                  | Nombre             |
| ---------------------- | ------------------ |
| Entrenador             | Pablo Centrone     |
| Asistente Técnico      | Gusavo Gorsd       |
| Preparador físico      | Sergio Carossino   |
| Entrenador de Porteros | Orbelio Mazariegoz |

### Cronología de los entrenadores
| Nombre           | Período |
| ---------------- | ------- |
| Silvio Fernandez | 2020    |

## Palmarés

### Torneos nacionales
- Primera División de Guatemala (2): Apertura 2005, Apertura 2007
- Subcampeón Primera División de Guatemala (1): Clausura 2022